# Viktor Stålberg
Viktor Stålberg (* 17. Januar 1986 in Göteborg) ist ein ehemaliger schwedischer Eishockeyspieler, der im Verlauf seiner aktiven Karriere zwischen 2003 und 2021 unter anderem 548 Spiele für die Toronto Maple Leafs, Chicago Blackhawks, Nashville Predators, New York Rangers, Carolina Hurricanes und Ottawa Senators in der National Hockey League (NHL) auf der Position des linken Flügelstürmers bestritten hat. Mit den Chicago Blackhawks gewann Stålberg im Jahr 2013 den Stanley Cup. Sein jüngerer Bruder Sebastian Stålberg ist ebenfalls professioneller Eishockeyspieler.

## Karriere

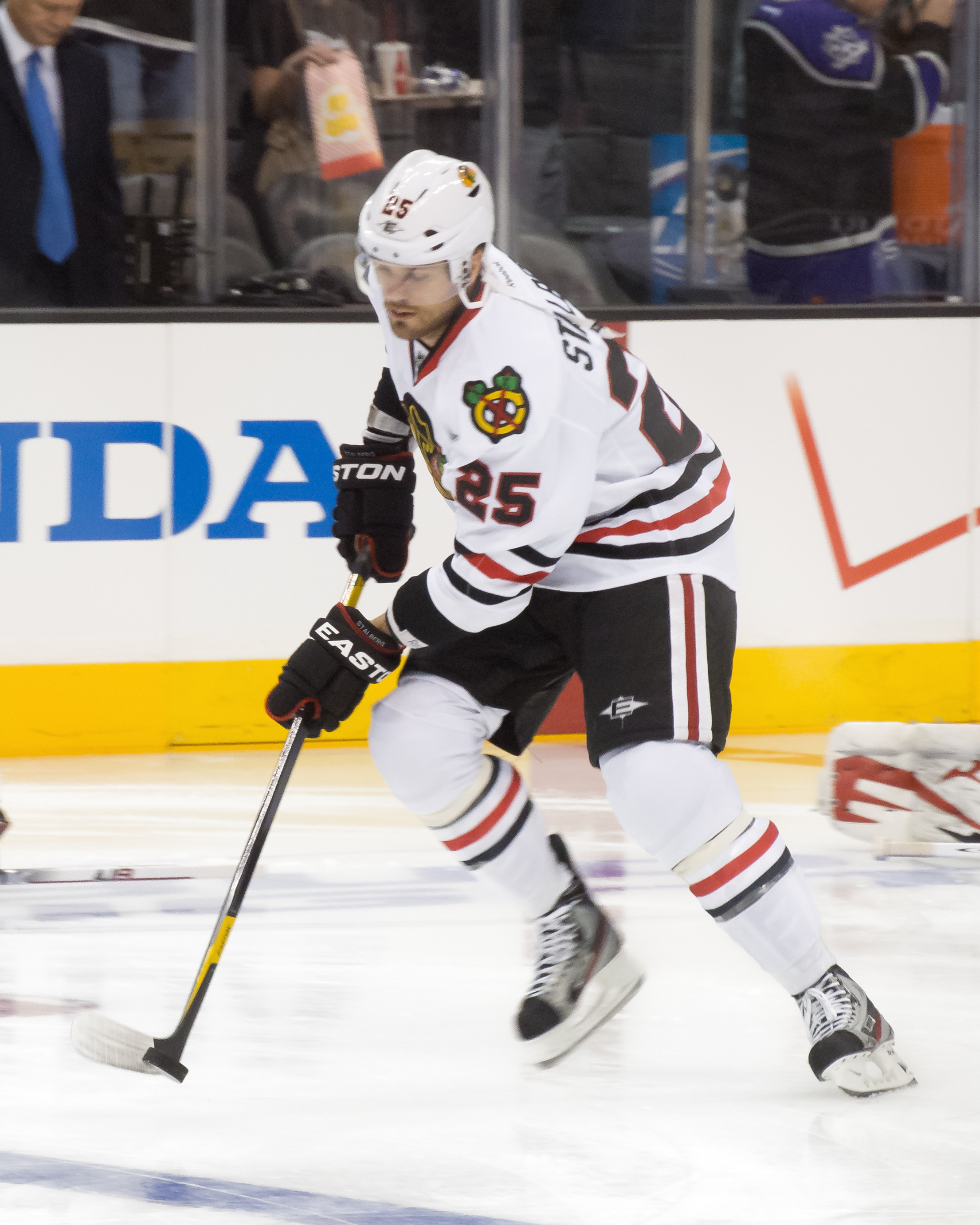
Stålberg im Trikot der Chicago Blackhawks

Stålberg begann seine Karriere als Eishockeyspieler im Nachwuchsbereich von IF Mölndal Hockey, für dessen erste Mannschaft er in der Saison 2003/04 sein Debüt in der viertklassigen Division 2 gab. Mit dem Team stieg der Angreifer auf Anhieb in die Division 1 auf, in der er die gesamte Saison 2004/05 verbrachte, ehe er im folgenden Jahr für die U20-Junioren des Elitserien-Klubs Frölunda HC in der J20 SuperElit auflief. Im NHL Entry Draft 2006 wurde Stålberg in der sechsten Runde als insgesamt 161. Spieler von den Toronto Maple Leafs aus der National Hockey League (NHL) ausgewählt, verbrachte jedoch die folgenden drei Spielzeiten in der Mannschaft der University of Vermont.
Vor der Saison 2009/10 erhielt der Schwede einen Zweijahresvertrag bei den Maple Leafs. Am 1. Oktober 2009 gab der Linksschütze zum Saisonauftakt im Spiel gegen die Canadiens de Montréal sein Debüt für Toronto in der NHL. Zudem kam er bei den Toronto Marlies, dem Farmteam der Leafs, in der American Hockey League (AHL) zum Einsatz. Am 30. Juni 2010 wurde Stålberg in einem Transfergeschäft an die Chicago Blackhawks abgegeben, mit denen er am Ende der Stanley-Cup-Playoffs 2013 die gleichnamige Trophäe errang. Im Juli 2013 unterzeichnete der Schwede einen Vierjahresvertrag im Gesamtwert von zwölf Millionen US-Dollar bei den Nashville Predators. Nachdem dieser im Juli 2015 von den Predators vorzeitig beendet wurde (buy-out), schloss sich Stålberg den New York Rangers an. Nachdem sein Einjahresvertrag dort ausgelaufen war, unterzeichnete er im Juli 2016 als Free Agent einen solchen bei den Carolina Hurricanes. Die Hurricanes jedoch gaben den Angreifer im Februar 2017 an die Ottawa Senators ab und erhielten im Gegenzug ein Drittrunden-Wahlrecht für den NHL Entry Draft 2017. In Ottawa beendete der Schwede die Spielzeit 2016/17, erhielt dort jedoch auch keinen weiterführenden Vertrag.
Anschließend kehrte der Schwede nach Europa zurück und unterzeichnete im Juli 2017 einen Zweijahresvertrag beim EV Zug aus der Schweizer National League. Ende Oktober 2018 wechselte Stålberg zum HK Awangard Omsk in die Kontinentale Hockey-Liga (KHL) und erreichte mit Awangard das Finale um den Gagarin-Pokal, in dem Awangard dem HK ZSKA Moskau unterlag. Anschließend kehrte er in die Schweiz zurück, als er einen Vertrag bei Fribourg-Gottéron unterschrieb. Nach der Saison 2020/21 beendete er im Alter von 35 Jahren seine aktive Karriere.

### International
Auf internationalem Niveau debütierte Stålberg für die Nationalmannschaft Schwedens bei der Weltmeisterschaft 2012, die das Team auf dem sechsten Platz beendete. In acht Turniereinsätzen erzielte der Stürmer drei Tore und bereitete ein weiteres vor. Sechs Jahre später nahm er an den Olympischen Winterspielen 2018 im südkoreanischen Pyeongchang teil, die die Tre Kronor nach dem Viertelfinalaus auf dem fünften Rang abschlossen. In vier Spielen traf Stålberg einmal.

## Erfolge und Auszeichnungen
| - 2004 Aufstieg in die Division 1 mit IF Mölndal Hockey - 2006 Schwedischer U20-Junioren-Vizemeister mit dem Frölunda HC - 2009 Hockey East First All-Star Team | - 2009 NCAA East First All-American Team - 2013 Stanley-Cup-Gewinn mit den Chicago Blackhawks - 2018 National League Media All-Star Team |

## Karrierestatistik

### International
Vertrat Schweden bei:
- Weltmeisterschaft 2012
- Olympischen Winterspielen 2018

(Legende zur Spielerstatistik: Sp oder GP = absolvierte Spiele; T oder G = erzielte Tore; V oder A = erzielte Assists; Pkt oder Pts = erzielte Scorerpunkte; SM oder PIM = erhaltene Strafminuten; +/− = Plus/Minus-Bilanz; PP = erzielte Überzahltore; SH = erzielte Unterzahltore; GW = erzielte Siegtore; 1 Play-downs/Relegation; Kursiv: Statistik nicht vollständig)